# Измайлово (Ярославский район)
Измайлово — деревня в Ярославском районе Ярославской области. Входит в состав Заволжского сельского поселения.

## География
Находится в восточной части Ярославской области на расстоянии приблизительно 28 км на северо-восток по прямой от станции Филино.

## История
В 1898 году здесь (деревня Даниловского уезда Ярославской губернии) было учтено 7 дворов.

## Население
Численность населения: 2 человека (100 % русские) в 2002 году, 0 в 2010.